# Weidengelbkehlchen
Das Weidengelbkehlchen (Geothlypis trichas) ist ein Singvogel aus der Familie der Waldsänger (Parulidae).

## Beschreibung
Das Männchen hat ein schwarzes Gesicht, das oberhalb mit einem weißen bis grauen Streifen eingefasst ist, und einen gelben Kehlbereich. Das Unterseitengefieder ist weiß bis bräunlich, das Obenseitengefieder olivgrün. Bei den dreizehn Unterarten unterscheiden sich die Gesichtsmaske, der Kehlbereich und das Unterseitengefieder bei dem Männchen nur geringfügig. Bei den südwestlichen Arten ist das Unterseitengefieder heller und der Kehlbereich gelber. Bei den Weibchen fehlt die schwarze Gesichtsmaske.

## Verhalten
Weidengelbkehlchen ernähren sich überwiegend von Insekten, die sie in der dichten Vegetation aufstöbern. Gelegentlich werden auch Sämereien aufgenommen.
Das Weidengelbkehlchen brütet zwischen April und Juni. Das Weibchen legt in einem schalenförmigen Nest, das in der dichten Vegetation angelegt wird, drei bis fünf weiße bis cremeweiße braun- oder schwarzgefleckte Eier. Beide Elterntiere beteiligen sich an der Aufzucht der Küken, die nach etwa zwölf Tagen schlüpfen. Nach weiteren acht Tagen verlassen die Jungvögel das Nest. Ein häufiger Brutschmarotzer des Weidengelbkehlchens ist der Braunkopf-Kuhstärling (Molothrus ater).

## Verbreitung und Bestand
Weidengelbkehlchen brüten unter anderem bei Sümpfen, Weiden und weiteren nassen Lebensräumen mit einer dichten niedrigen Vegetation in Nordamerika, von Alaska über Kanada bis nach Zentralmexiko. Im Winter ziehen sie nach Mittelamerika und kommen auch als seltener Gast in Westeuropa vor. In einigen Regionen kam es zu lokalen Populationsabnahmen durch Zerstörung ihrer Lebensräume. Weidengelbkehlchen sind jedoch allgemein noch zahlreich anzutreffen.

## Unterarten
Bisher sind vierzehn Unterarten bekannt:
- Geothlypis trichas trichas (Linnaeus, 1766)[2] – Die Nominatform kommt im Südosten Kanada und dem Osten, aber nicht im Südosten der USA vor.
- Geothlypis trichas typhicola Burleigh, 1934[3] – Diese Unterart ist im Landesinneren im Südosten der USA verbreitet.
- Geothlypis trichas ignota Chapman, 1890[4] _ Diese Unterart kommt in den Küstenregionen im Südosten der USA vor.
- Geothlypis trichas insperata van Tyne, 1933[5] – Diese Unterart kommt im Süden von Texas im südlichen zentralen Teil der USA vor.
- Geothlypis trichas campicola Behle & Aldrich, 1947 – Diese Unterart kommt im inneren Westen Kanadas, dem nordwestlichen sowie nördlichen zentralen Gebiet der USA vor.
- Geothlypis trichas arizela Oberholser, 1899[6] – Diese Unterart kommt an den Küstem im Westen Kanada, dem Westen der USA und Nordwesten Mexikos vor.
- Geothlypis trichas occidentalis Brewster, 1883[7] – Diese Unterart ist im westlichen zentralen Gebiet der USA präsent.
- Geothlypis trichas sinuosa Grinnell, 1901[8] – Diese Subspezies kommt im Norden von Kalifornien im Westen der USA vor.
- Geothlypis trichas scirpicola Grinnell, 1901[8] – Diese Unterart ist im Südwesten der USA sowie im Nordwesten Mexikos verbreitet.
- Geothlypis trichas chryseola van Rossem, 1930[9] – Diese Unterart kommt im Südwesten und dem südlichen zentralen Teil der USA sowie dem westlichen Zentralmexiko vor.
- Geothlypis trichas melanops Baird, SF, 1865[10] – Die Unterart ist in Zentralmexiko verbreitet.
- Geothlypis trichas modesta Nelson, 1900[11] – Diese Unterart kommt im Westen Mexikos vor.
- Geothlypis trichas chapalensis Nelson, 1903[12] – Diese Unterart komm am Chapalasee in Jalisco im westlichen zentralen Mexiko vor.
- Geothlypis trichas riparia van Rossem, 1941[13] – Die Subspezies ist im südlichen Sonora im Nordwesten Mexikos verbreitet.

## Etymologie und Forschungsgeschichte
Carl von Linné beschrieb das Weidengelbkehlchen unter dem Namen Turdus Trichas. Als Fundort des Typusexemplars gab er Nordamerika an. Es war Jean Louis Cabanis, der 1847 erstmals die neue Gattung Geothlypis für TrichasSwainson, 1827 einführte, da dieser Gattungsname bereits einen Monat zuvor durch Constantin Wilhelm Lambert Gloger vergeben wurde und somit belegt war. Dieser Name setzt sich aus den griechischen Worten »geō-, gē γεω-, γη« für »boden-, Erde« und »thlupis θλυπις« für einen »nicht bekannten kleinen Vogel« zusammen. Das Artepitheton »trichas« leitet sich von »trikhas τριχας« für »eine Art Drossel« ab. Typhicola ist ein lateinisches Wortgebilde aus »typhus« für »Rohrkolben« und »-cola, colere« für »-bewohner, bewohnen«. Ignota stammt von »ignotus« für »obskur, unbekannt« ab. Insperata stammt von »insperatus« für »unerwartet« ab. Campicola setzt sich aus »campus, campi« für »Feld« und »-cola, colere« zusammen. Arizela leitet sich von »arizēlos αριζηλος« für »erstaunlich, auffällig« ab. »Occidentalis, occidens, occidentis« ist lateinischen Ursprungs und bedeutet »westlich, Westen«. Sinuosa leitet sich von »sinuosus« für »voller Kurven« ab. Scirpicola setzt sich aus »scirpus« für »Schilf« und »-cola, colere« zusammen. Chryseola leitet sich von »khryseos, khrysos χρυσεος, χρυσος« für »golden, Gold« ab. Melanops ist ein Wortgebilde aus »melas, melanos μελας, μελανος« für »schwarz« und »ōps, ōpos ωψ, ωπος« für »Gesicht«. Modesta leitet sich von »modestus« für »einfach, bescheiden« ab. Chapalensis steht für den Fundort, den Chapalasee. Riparia hat seinen Ursprung in »riparius« für »am Ufer das Nest bauen« von »ripa« für »Flussufer«.